# Garai család
A Garai család (horvátul: Gorjanski) középkori magyar főnemesi család volt, melynek tagjai kiemelkedő szerepet játszottak a Magyar Királyság történetében.
A Garai család, mely a 14. és 15. században nádorságot három nemzedéken át viselte, a Dorozsma nemzetségből származik.
1269-ben élt János ispán a Dorozsma nemzetségből, és ennek fia István mester, Béla tót-, horvát- és dalmátországi hercegnek fegyvernöke, kik nevezett Béla hercegtől Valkó vármegyében Gara helységet nyerték érdemeik jutalmául.
I. Istvánnak hat fia maradt, ezek közül János előbb zágrábi püspök, utóbb kalocsai érsek, László pedig váci püspök lévén, II. István és Gergely magnélkül halván el, csak I. Miklósnak és I. Pálnak lettek utódai, kik által a család két ágra szakadt.
I. Miklós ágazata, mert nádorokat mutatott fel, nádori ágnak, – Dezsőé a báni hivatalról báni ágnak, vagy gothói Garainak is neveztetik.

## Nádori ág
I. Miklós 1312-ben királyi főlovászmesternek íratik. Fia négy maradt: II. Miklós, III. János, Tamás és Imre; a két utóbbi kihalt.
II. Miklós macsói bán volt I. Lajos és Mária királynő korában közel húsz évig, és ez alatt főleg vitézségével tüntette ki magát; nevezetesen 1371-ben Laczkffy Miklós erdélyi vajdát megverte. 1376-ban nádorrá lett Lajos király alatt, ennek halála után pedig az özvegy királyné Erzsébetre és Máriára döntő befolyással bírt, miért ellenpártja Kis Károlyt hívta meg a trónra, akit Garai Forgách Balázs által megöletett. E merénylet a lázongást még inkább szította, melynek lecsendesítésére midőn a királynők Garai tanácsából Horvátországba sietnének (1385-ben), útjukban Gara helység és Diakovár között Horvát János által megtámadtatván, Miklósnak a leghősiesebb védelem után feje vétetett testvérével III. Jánossal együtt. – Jelen voltak ez esetnél III. Miklós és IV. János is, kik megmenekültek. II. Miklós nádori pecsétében jobb oldali szögleteikkel egymást érintő három vértet használt címerül, s minden vért udvarában (a családi címer) a kigyó, (mely szájában rózsát vagy efélét tart) látható. Egy leánya Ilona Szécsi Miklósné, és két fia IV. János és III. Miklós maradtak.
IV. János erdélyi vajda és temesi főispán volt. Jelen volt bátyjával együtt Dobor vára megvételében Horvát- és Dalmátországok meghódításában, valamint 1396-ban a nikápolyi ütközetben, honnan Zsigmond király őt küldé haza a kormány vezetésére. Zsigmond király fogságakor őt adá Garai Miklós kezesül az országnak, 1396-ban a Pago és Jadra közti kérdésnek eldöntésével bízatott meg. 1415-ben szerencsétlenül harcolt Horvát vagy Hervoja János ellen, kitől elfogatván, egy ideig kemény fogságban tartatott. Meghalt 1430. körül utódok nélkül. Neje Hedvig Zemovit mazóviai herceg leánya volt, kiktől Katalin és Hedvig nevű leányai maradtak.
III. Miklós a diakóvári veszélyből megszabadulván, 1387-ben macsói bán lett, és a Temesvár körül lázongó Dán fiai ellen szerencsésen harcolt. Eréllyel harcolt Horvát János és pártja ellen is; valamint utóbb a szerbek és törökök ellen is. Legtöbb érdemet szerzett Zsigmond király előtt annak siklósi fogságából megszabadítása által, midőn öccsét IV. Jánost és fiát IV. Miklóst adá kezesül. Nevezetes tényező volt az 1412. évi lengyel, 1413. évi velencei békekötésnél. 1417-ben a konstanzi zsinat alkalmával – hol Zsigmond király időzött, – az ország kormányát is ő vezeté. Első neje halála után gróf Cillei Annát, Zsigmond király neje, Cillei Borbála nővérét vevé nőül. Meghalt 1440. körül. Fiai: I. Péter, II. László és IV. Miklós. – IV. Miklós korán elhalhatott. – Péter 1479-ben a törökök ellen vitézül viselte magát; egyetlen fiában Mihályban ága 1480-ban kihalt.
I. László előbb visegrádi kapitány, koronaőr, majd macsói és tótországi bán, végre pedig 1447 óta szintén nádor volt. Családi viszonyai, a Cilleiekkeli rokonsága Albert királynak halála után özvegye, Erzsébet királyné részén tarták őt, valamint később is a Hunyadiak ellenében a Cillei párton működött, s Mátyás király ellen is, Frigyes császárt királyul hívta meg. Mátyás a pártoskodókat 1459-ben legyőzvén, ildomossága és mérséklete által őt is részére látszott végre megnyerni. Meghalt 1460. táján. Nejétől, Alexandra tescheni hercegnőtől a következő gyermekei maradtak: Jób, Anna Héderváry Imréné, N. (Mária?) Hunyadi László jegyese, utóbb Újlaki Miklós neje, VI. János, és V. Miklós, ki korán elhalt, özvegye 1440. Margit, kitől gyermekei: Ilona és József gyermekkorukban elhaltak.
E Lászlónak 1449-ki nádori pecsétéről van véve a család címere, mely a vértnek udvarában tátott szájjal kígyót mutat. A pajzs fölött szárnyas angyal, két oldalról nemtő látszik, mint a metszvény mutatja.
Jób 1482-ben halt meg magnélkül. Halála után birtokai közül Siklós várát, s városát Mátyás király fiának, Corvin János hercegnek adományozta. Jóbban kihalt a Garaiak nádori ága.

## Báni ág
A másik I. Istvánnak I. Pál nevű fiától jő le. Pál 1312-ben macsói bán, Valkó és Bodrog vármegye, és 1324-ben már egyszersmind Szerém vármegye főispánja is volt. Fia, Dezső fiatal korában Zsigmond király udvarában Cillei Borbála királyné, főlovászmestere. 1432–1440-ben macsói bán és Baranya vármegye főispánja volt. Neje horogszeghi Szilágyi Mihálynak leánya Anna volt, kitől született fia, János, aki atyja báni hivataláról Bánfi Garainak is neveztetett, és Anna nevű nejétől három leánya: 1. Klára Halapchich Kis Horváth Jánosné; 2. Jeremia Pásztói Jánosné; 3. Garai Dorottya, Beregszói Györgyné, és egy fia maradt:
Lőrinc, ki nyughatlan elméjű, kapzsi ember volt. Miután ausztriai Miksa pártjáról II. Ulászló hűségére visszatért, ez őt 1491-ben újra kegyelmébe fogadta. Lőrincnek két neje volt, az elsőtől Ostffy Zsófiától gyermekei:
1) Petronella kisasszonyfalvi Istvánffy Pálné.
2) Katalin * kerékszállási Markos Péter Pozsega és Valkó vármegye főispánjának neje 1528-ban.
3) Anna bozsoki Macedóniai János neje.
4) László, ki fiatal korában elhalván, a fényes családot fiágon sírba vitte.
Lőrincnek második nejétől pákosi Paxy Lucától leánya Borbála csömöri Zay Ferencné volt, ki után a Zay család örökösödött.

## Külső hivatkozások
- Garai családfa